# Stizolobium kraetkei
Stizolobium kraetkei là một loài thực vật có hoa trong họ Đậu. Loài này được (Warb.) Kuntze miêu tả khoa học đầu tiên năm 1891.